# 東欧諸国のビザンティン建築
東欧諸国のビザンティン建築（とうおうしょこくのビザンティンけんちく）では、ブルガリアやロシア、ルーマニアに伝播したビザンティン建築を便宜的にまとめる。
東ローマ帝国の1000年以上もの長期に渡る歴史は一様ではなく、その支配領域は絶えず変化し続けた。周辺地域へのビザンティン建築の影響について考えるとき、必ず直面するのがこの問題であり、バルカン半島南部とアナトリア半島以外の建築物であっても、ある時期のある地域の建築物は、ビザンティン建築の項で取り上げられたとしても不思議ではなく、その逆も考えられる。また、特定の建築的伝統を保持した勢力がビザンティン建築を採用した場合は、その形態は折衷的なものになるが、アルメニア建築のように、ビザンティン建築そのものに影響を与えるような場合もあった。しかし、これはビザンティン建築のなかで取り上げるにはあまりに複雑な背景を持つため、本項ではビザンティン建築とは別に、東欧諸国へ波及していったビザンティン建築の影響について解説する。

## 概説

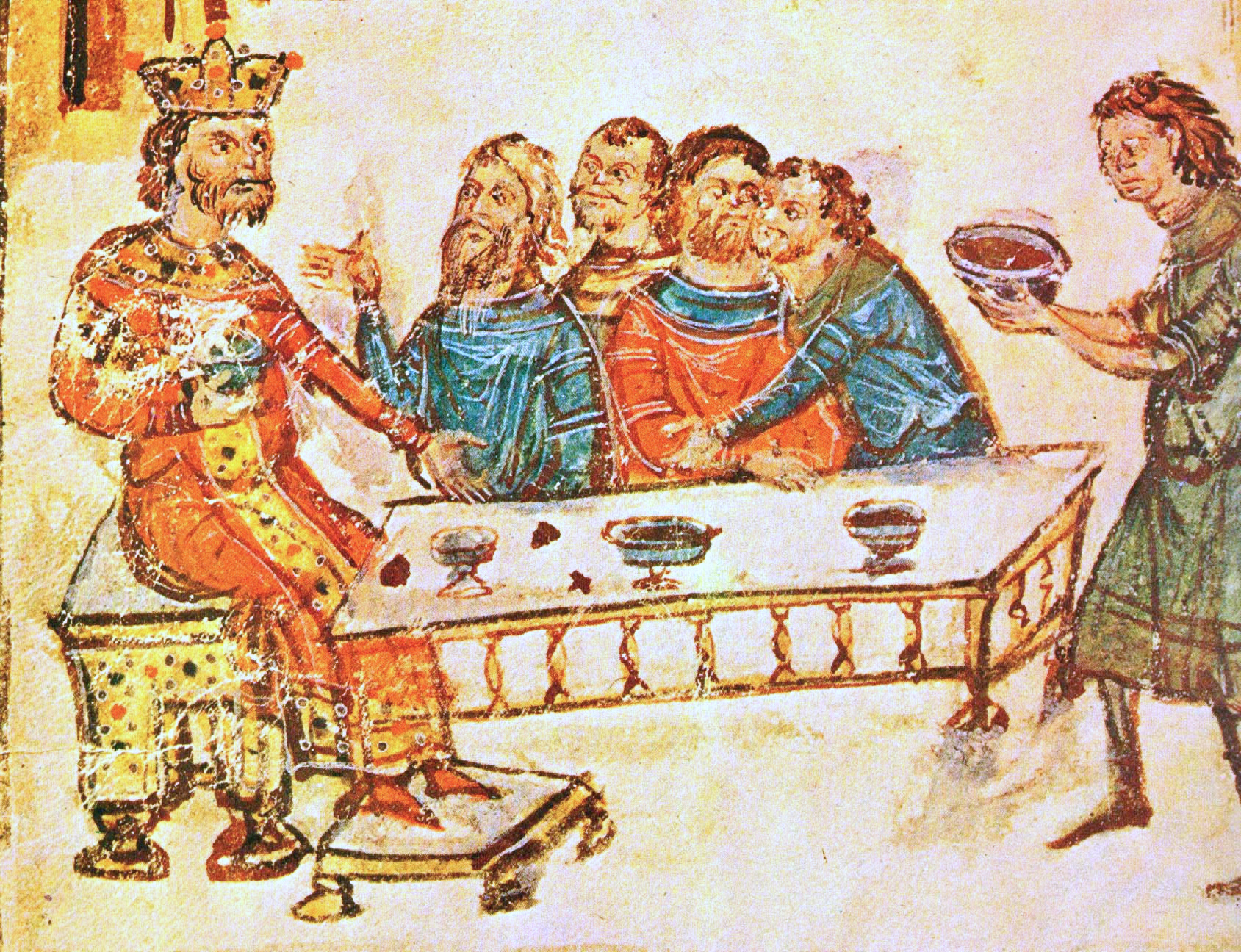
ブルガリア王クルム（左端の人物）
東ローマ皇帝ニケフォロス1世の頭蓋骨で造らせた杯が王の前に差し出されようとしている。これは後代の伝説である。

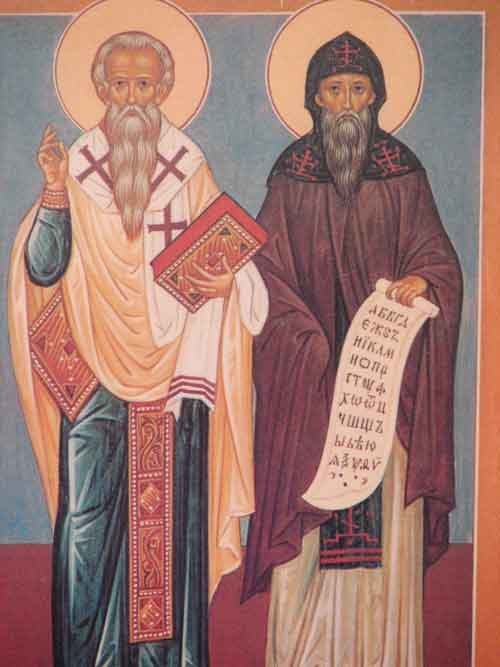
聖キュリロスと聖メトディオス

中世にビザンティン文化の影響下に入った東欧諸国は、正教とその建築を受け入れ、多くの場合、東ローマ帝国が滅びた後もその伝統を守り続けた。しかし、長い歴史を紐解くと、東欧の諸民族と東ローマ帝国との接触は決して和やかなものでも、安定したものでもなく、実際には熾烈な衝突を繰り返した。東ローマ帝国の文献には、北方からやってくるアヴァール人やマジャル人、ブルガール人といった敵対していた民族との戦いが数多くつづられている
彼らのような異民族のなかで、600年頃にドナウ川を渡って南下したスラヴ人の一部はバルカン半島に定住したが、彼らは初期の段階ではローマ帝国に対抗しうる文化は持たず、ローマの建築を取り入れるような素地は全く持ち合わせていなかった。スラヴ人は7世紀にブルガール人のブルガリア帝国、9世紀頃にはヴァリャーグのキエフ・ルーシに組み込まれるなど、どちらかというと被支配層に甘んじていたが、その圧倒的な数の多さと素早く異文化を吸収する能力でこれらの非スラヴ系民族を同化していき、バルカン半島では10世紀までに最も数の多い民族となっていた。
東ローマ帝国にとって最初の脅威となったブルガリア帝国は、首都コンスタンティノポリスに近く、またその侵攻を遮るもののない場所に成立した勢力であった。一時的にフランク王国とも結ばれ、東ローマ帝国を大いに悩ませたが、9世紀にイスラームに対して軍事的優位に立ち、東方の脅威を取り除いた東ローマは、フランク王国に対抗すべくスラヴ人をキリスト教化していった。聖キュリロスと聖メトディオスの使節団によるモラヴィア王国の布教活動と、その後の聖メトディオスによるパンノニア、ブルガリアの布教活動によって、ブルガリア帝国はキリスト教を受け入れることとなり、建築についての知識をもたなかったこの地域は、東ローマ帝国の施工技術や知識を積極的に取り入れることになる。
東ローマ帝国にとってブルガリアの次に脅威となったのはルーシ地方（現・ロシア）のヴァリャーグたちであった。中世にはヨーロッパ屈指の勢力を誇っており、9世紀から10世紀にかけて、艦隊を伴ってコンスタンティノポリスを包囲するほどの軍事能力を備えていた。東ローマ帝国のキリスト教の伝道師は7世紀には派遣されたが、北欧の神々を信仰する彼らの改宗についてはかなりの時間を要し、ウラジーミル1世がキリスト教を国教と定めたのは、ようやく10世紀末のことであった。しかし、ブルガリア帝国を牽制したい東ローマ帝国はルーシ（キエフ大公国）を懐柔することを望んだため、両者の交流は10世紀末から急速に親密となった。この時期、ブルガリア帝国は皇帝バシレイオス2世によって瓦解寸前にあり、スラヴ人のキリスト教文化は、彼らルーシによって継承されることとなった。
セルビア人がキリスト教に改宗したのは、ブルガリアとほぼ時を同じくすると考えられている。しかし、当初はブルガリア帝国に隣接するこの地域はあまり重要視されておらず、ブルガリア帝国と東ローマ帝国の勢力範囲にも組み込まれることがあった。旧ユーゴスラヴィア圏において、セルビア人による強力な国家が誕生するのはようやく12世紀になってからであり、経済的には西欧諸国との結びつきも強く、その歴史はたいへん複雑である。

## 地域と歴史

### ブルガリア
東ローマ帝国にとって最初に脅威となったブルガリア帝国の歴史は、不連続である。彼らは680年頃からバルカン半島北部に定住するようになった、軍事的によく組織された勢力であった。800年前後には早くも東ローマ帝国に圧力を加え、813年にはコンスタンティノポリスを包囲するまでになるが、864年にボリス1世がキリスト教に改宗し、ビザンティン文化を取り入れるようになった。ただし、東ローマ帝国との関係はその後も安定せず、927年には最盛期の王シメオン1世が皇帝を称して東ローマ帝国に敵対するとともに、コンスタンティノポリスから独立したブルガリア正教会を設立する。しかし、その後を継いだペタル1世の治世に急速に衰退し、皇帝サムイルの時代である1018年にバシレイオス2世によって東ローマ帝国に併合されている。その後200年間、ブルガリア帝国は姿を消すが、東ローマ帝国が解体されはじめると反乱を起こし、イヴァン・アセン1世によって独立を勝ち取った。ラテン帝国に対抗し、イヴァン・アセン2世の時代には帝国の領土は最大となるが、モンゴル帝国との戦争によって国土が荒廃、ニカイア帝国との戦争にも破れ、1396年にオスマン帝国に占拠されるまで、細々と存続した。

#### 第一次ブルガリア帝国とビザンティン建築

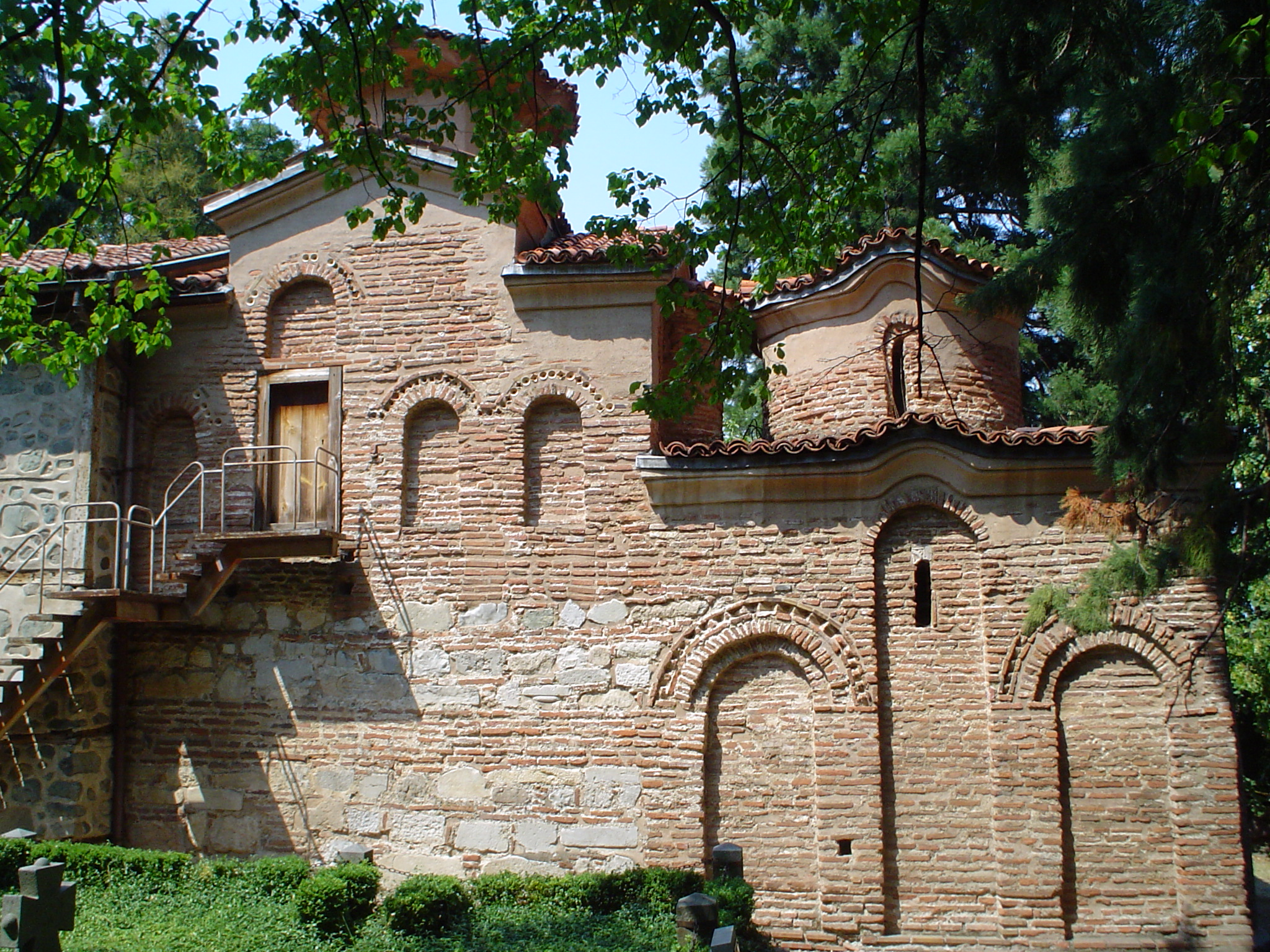
ボヤナ教会
左側の部分が2層式内接十字型の墓所聖堂。

ブルガリアの初期の建築について知られていることはないが、この地に定住したスラヴ人にもブルガール人にも、建築的な伝統はなかったと見なされている。ブルガリア帝国の首都となったプリスカとプレスラフからは、バシリカや広間などが発掘されているが、これは彼らが残したものではなく、それ以前に住んでいたローマ人かビザンツ人による建築物であると考えるのが妥当である。
ブルガリア帝国の建築活動が活発になるのは9世紀以降で、首都プレスラフでは、シメオン1世によってビザンティン建築の伝統からはおおよそ異なった形式にみえる円形教会堂が建設された。現在も下部構造が残るが、恐らくこれはバシレイオス1世がコンスタンティノポリスに建立した、アルメニア建築から着想を得た預言者エリヤの教会堂の複製と推察される 。また、それ以外のブルガリア帝国によって建設された教会堂は、典型的な内接十字型の平面を持ち、ビザンティン建築の影響が非常に強く、ブルガリアの独自性はほとんど認められない。シメオンの死後、ブルガリア帝国は滅亡し、バシレイオス2世によってプレスラフは破壊された。皇帝サムイルによって、首都をオフリドに遷した帝国が一時的に復興され、聖ソフィア修道院（スヴェティ・ソフィア修道院）の設立など、積極的な建設活動を行われたことが発掘によって示されているが、この帝国も長くは存続しなかった。
ブルガリアが東ローマ帝国領となると、地方貴族らによって多くの教会堂が建設された。多くは木造天井のバシリカ教会堂だったが、ドーム・バシリカの教会堂も建設されている。この時代の建築物としては、11世紀後半に東ローマ帝国の将軍グリゴリオス・パクリアノスによって創建されたバチュコヴォ修道院がある。当時の規律書（ティピコン）も伝えられているこの修道院の建物の多くはポスト・ビザンティン建築（東ローマ帝国滅亡後の建築）のものであるが、11世紀に建設された墓所聖堂、および12世紀に創建されたアルヒアンゲロス聖堂が残っている。12世紀に、コンスタンティノポリスの画家ヨアンニス・イヴィロプロスによって作成された美しいフレスコ画が残る墓所聖堂は、単廊式二層構造の教会堂であるが、墓所となる聖堂に2層形式を採用することは、以後のブルガリア・ビザンティン建築の一般的な形態となっている。
フレスコ画の美しさから世界遺産にも登録されているボヤナの聖ニコラと聖パンテレイモン聖堂は、11世紀ないしは12世紀に創建されたもので、ビザンティン建築ではリヴァイヴァルとなるクロス・ドーム形式の平面を持つ教会堂が主聖堂となっている。1259年に、この教会堂の西側にカロヤンなる人物によって墓所聖堂が増築されたが、これも上下2層式で、上階は墓、下階は礼拝堂として使用された。

#### 後期のブルガリア・ビザンティン建築

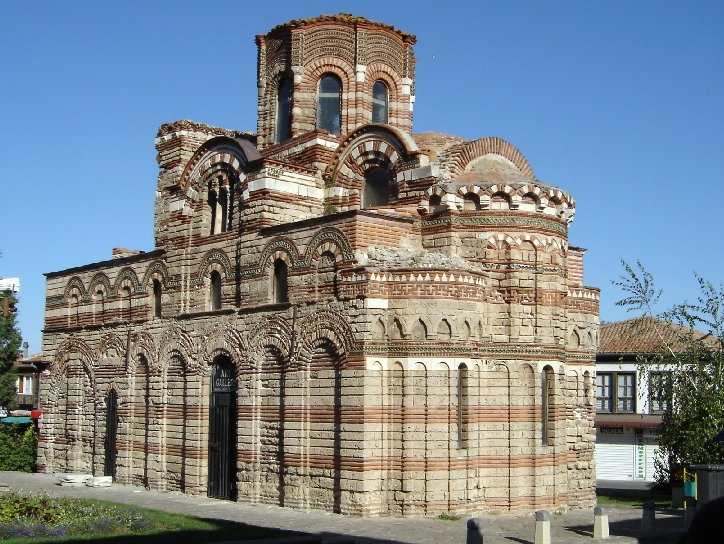
ネセバルの「全能者ハリストス聖堂」（キリスト・パントクラトール聖堂）

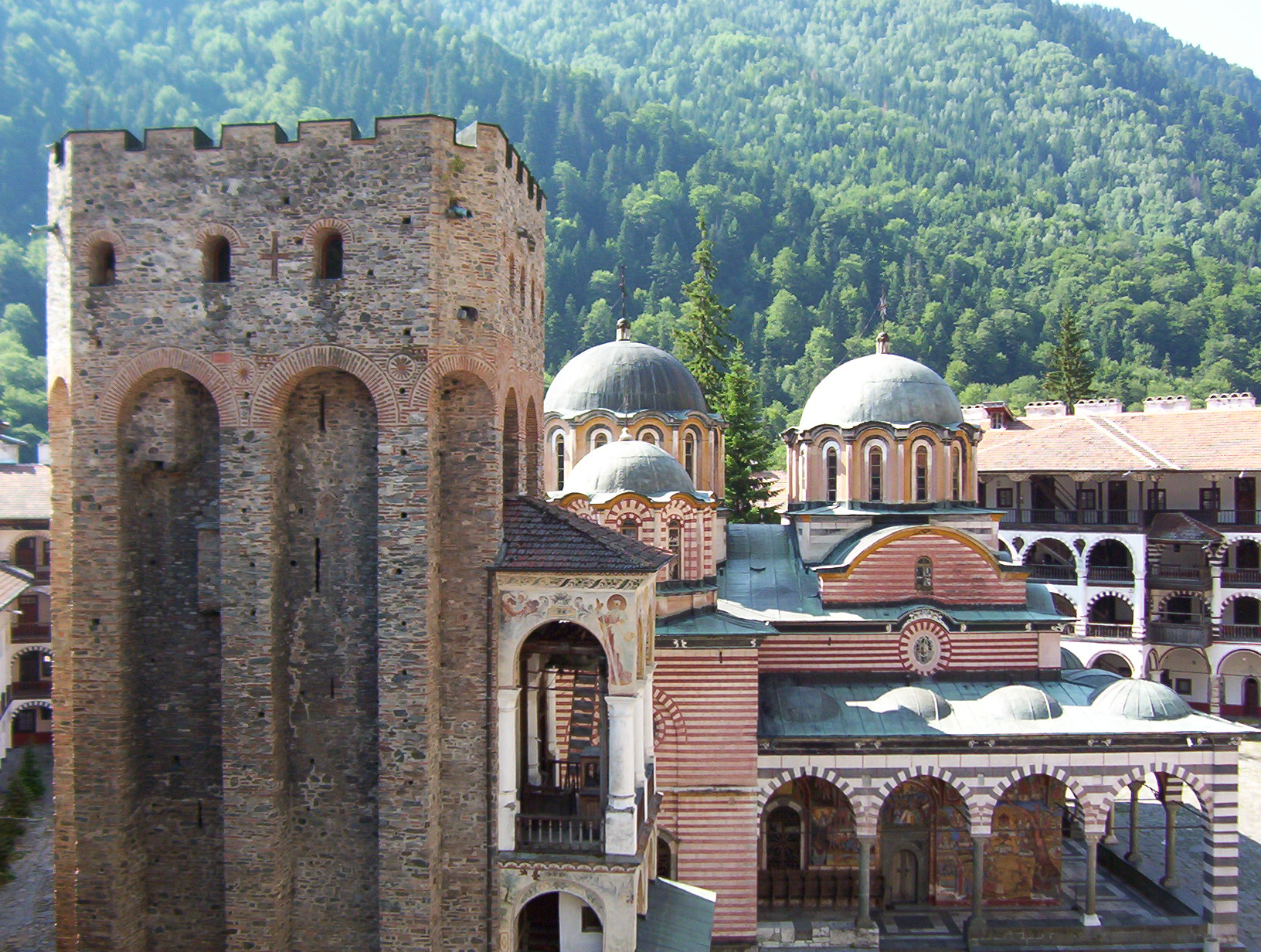
リラ修道院

12世紀に再び独立したブルガリア帝国は、東ローマ帝国の衰退に乗じて瞬く間に領土を拡大した。新たに帝国の首都となったヴェリコ・タルノヴォ周辺には、イヴァン・アセン2世の手によって多くの教会堂が建設されたことが知られている。これらはほとんどが地震被害によってダメージを受け、廃墟と化しているが、彼の治世の教会堂は、内部がフレスコ画に覆われた内接十字型平面が一般的であったことが分かっている。
メッセンブリア（現ネセバル）は、黒海貿易の重要拠点として、14世紀に最盛期を迎えた都市で、しばしば「ブルガリアのラヴェンナ」と呼ばれる。短期間ブルガリア帝国が支配した時期もあるが、中世のほとんどの時期は東ローマ帝国の勢力下におかれていた。14世紀以前の建築物は、6世紀に建設された旧大主教座教会堂（現在は廃墟）と、10世紀ないしは11世紀に建設されたアギオス・ヨアンニス・プロドロモス聖堂のみが残る。後者は、粗石を積んだだけの無装飾な外壁を持つ内接十字型平面の教会堂で、ドームの高い鼓胴壁を特徴とするが、これは後の時代の増築によるものと考えられる。14世紀以降に建設された教会堂は、アギオス・ヨアンニスのような粗野なものではなく、外壁に対しても装飾が施された豪華なものであった。内接十字型のアギオス・ヨアンニス・アレイトルゲス聖堂（下部構造のみが残る）、全能者ハリストス聖堂（キリスト・パントクラトール聖堂）、アギオス・テオドロス聖堂といった諸教会堂には、外壁に市松模様やジグザクの模様積みが施され、ビザンティン建築後期の特徴である外壁の装飾に対する意識の向上を窺わせる。全能者ハリストス聖堂では、ロマネスク建築の影響と思われる持ち送り棚の装飾が施され、ナルテクス上部に方形の鐘楼が建設されているが、これは黒海貿易がジェノヴァの支援を受けたものであったこと、セルビアを経由して西方の建築がもたらされたことに関連するらしい。
ブルガリアでおそらく最も有名なビザンティン建築であるリラ修道院は、10世紀にリラの聖イヴァンによって創建された。ただし、世界遺産にも登録されている現在の僧院は、創建当時の僧院とは違う場所に存在するポスト・ビザンティン建築である。この修道院は、ブルガリア帝国の皇帝や貴族からの寄進を受けて発展し、東ローマ帝国の援助や支援をほとんど受けることがなかったので、純粋なブルガリア建築と言える。東ローマ帝国のあった時代に建設されたものは1335年に建設されたフレリョの塔のみで、最上階の礼拝堂には14世紀のフレスコ画が残っている。

### セルビア
旧ユーゴスラヴィア圏は、勢力域の変動が極めて大きい。初期の時代は東ローマ帝国領であったが、6世紀にはスラヴ人の居留地となり、一部はブルガリア帝国領となった。バシレイオス2世の時代には再び全域が東ローマ帝国領となるが、11世紀からゆっくりとその領土から切り離され、第二次ブルガリア帝国、次いで12世紀に成立したネマニッチ朝セルビア王国が広い地域を占拠した。このような歴史的変遷を経ているため、この地域の建築の歴史もまた複雑である。マケドニアには、パレオロゴス朝のビザンティン建築と密接不可分な建築物、例えば世界遺産に登録されているオフリドの聖ソフィア聖堂（スヴェタ・ソフィア聖堂）や聖クレメンテ聖堂（スヴェティ・クレメンテ聖堂）、ネレズィの聖パンテレイモン修道院（スヴェティ・パンテレイモン修道院）中央聖堂といった建築物が数多く残る。一方で、12世紀以降のネマニッチ朝の建築のように、ビザンティン建築とは異なった歴史を保持したものも混在しており、両者の違いをはっきりと区別する必要がある。

#### ネマニッチ朝初期のラシュカ派（古セルビア派）建築

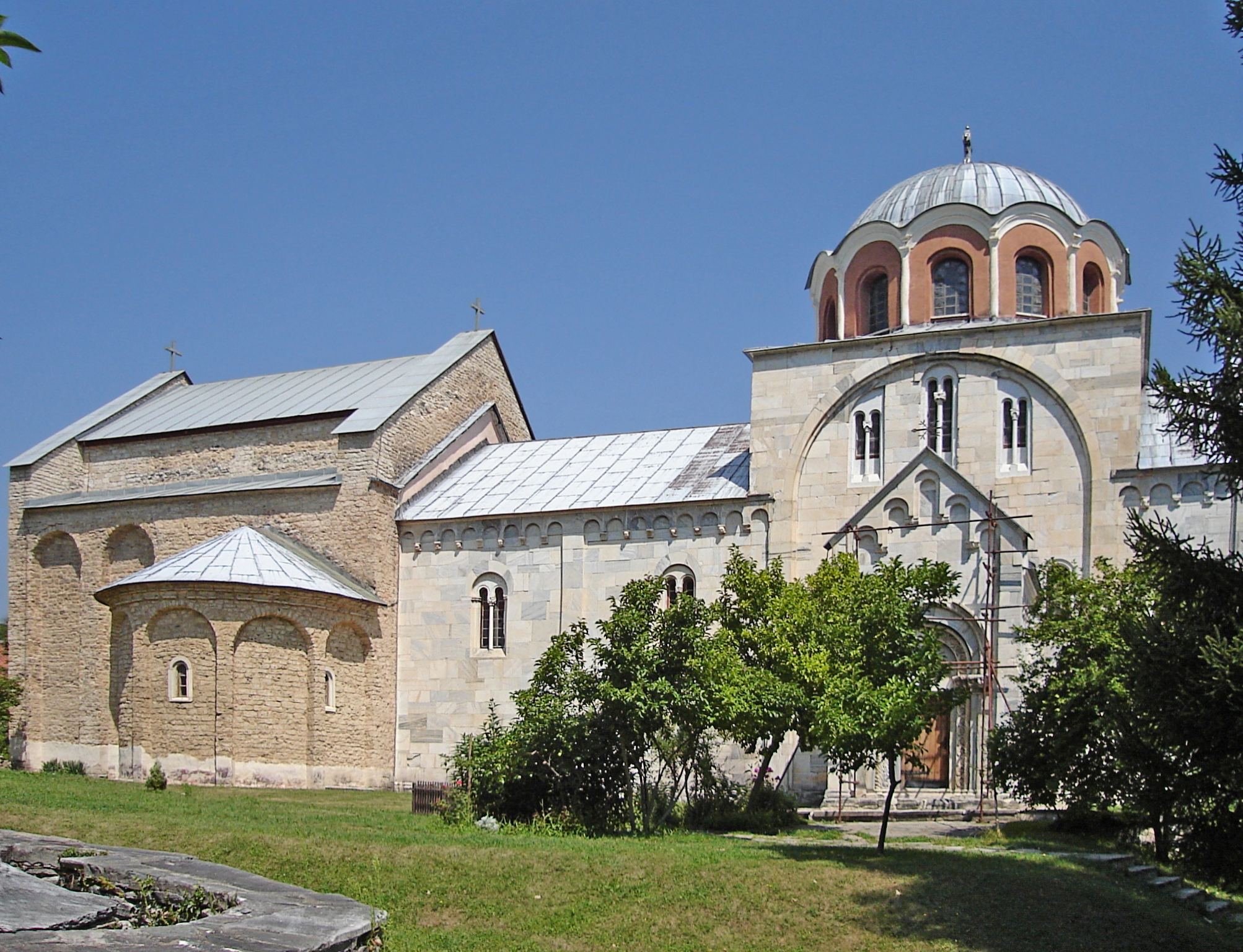
ストゥデニツァ修道院付属生神女聖堂
彫刻で縁取られた間口と持送り棚はロマネスク建築の意匠である。

セルビアの教会堂建築は、主に3つの時代に分類される。第1は、ステファン・ネマニャによって創始されたネマニッチ朝初期の時代で、1170年から1282年までの間を指し、修道院が多く建設されたラシュカ地方の名をとってラシュカ派、あるいは古セルビア派などと呼ばれる。
正教会を奉じたセルビア王国はビザンティン文化の影響下にあったが、この時期の王国はアドリア海のラグーザ（現ドゥブロヴニク）やカタロ（現コトル）などを通じて西ヨーロッパとの交易が盛んであった。加えて、第4回十字軍の派遣によって東ローマ帝国の影響力が著しく低下したこともあって、西欧の影響を強く受けた独特の建築を生み出すことになる。
1168年にステファン・ネマニャが設立したクルシュムリャの聖ニコラ聖堂（スヴェティ・ニコラ聖堂、現在は廃墟）は、内陣の左右に脇玄関を設けるなど、後のセルビア建築で一般的となる特質も見られるが、厚目地の煉瓦積み工法を備えた末期ビザンティンの特徴をおさえている。しかし、1183年頃に建設されたストゥデニツァ修道院の生神女聖堂（ボゴロディツァ聖堂）になると、聖ニコラ聖堂と同じ単一ドーム形式の平面と左右に脇玄関を備えるものの、構造は切石造となり、扉口や外部の持ち送り棚など、立面は完全にロマネスク建築の意匠に準拠している。全体の構成もロマネスク建築のように細長く、ドームを高く造るようになっており、どちらかというとずんぐりした印象のビザンツ的な意匠ではない。13世紀にラテン帝国が成立したことにより、西欧の影響が著しく大きくなると、ラシュカ派の建築は、さらに端正なプロポーションを表現することとなる。ステファン・ウロシュ1世の寄進により、1250年に建設されたソポチャニ修道院中央聖堂や、1290年から1307年にかけて建立されたアリリエ修道院において実現された。
ステファン・ウロシュ3世デチャンスキのために1335年に建設されたデチャニ修道院中央聖堂は、ラシュカ派末期の作品で、傑作と呼ぶに値する。正教会によるものではなく、フランチェスコ会修道士コトルのヴィトゥスが設立した教会堂で、入口を彫刻で縁取る意匠、窓、持送り棚などは、やはりロマネスク建築の特徴であるが、外壁の2色の大理石を交互に積んでいく手法は特に北イタリア独特のものであり、この建物がいかに西洋的であるかということをたいへん良く示している。

#### セルビア建築の最盛期

ヒランダル修道院中央聖堂
セルビア王ミルティンによる純ビザンティン建築。

グラチャニツァ修道院の付属聖堂
3層構造で垂直性を強調している。

デチャニ修道院中央聖堂はロマネスクの影響の強い建築物であるが、実際には、当時のセルビア王国は、皇帝アンドロニコス2世パレオロゴスの娘シモニスを娶ったステファン・ウロシュ2世ミルティンによってかなりビザンツ化しつつあった。これがセルビアのビザンティン建築の第2段階で、セルビア・ビザンティン建築が確立された時期であると言ってよい。ミルティン王から、皇帝を称したステファン・ウロシュ4世ドゥシャンまでの間に、セルビア王国はバルカン半島の東ローマ帝国領を軍事制圧し、占領地から東ローマ帝国の建築家や技師を雇って、多くの修道院を建立した。
ミルティン王は、ステファン・ネマニャによって開かれたアトス山のヒランダル修道院に、中央聖堂を建立した。1303年に建設されたこの聖堂は、まだ充分に研究された建築物ではないが、純粋なビザンティン建築で、テッサロニキ、あるいはコンスタンティノポリスの建築家が施工したものと考えられる。身廊の四隅に円柱を備える伝統的な四葉形であるが、独創的な点として2つのドームを持つ奥行きの深いナルテクスが付属する。アトス山でも重要な役割を担う修道院の中央聖堂として、この構成はセルビアの教会堂建築にかなり大きな影響を与えた。
1307年に建設されたプリズレンのリェヴィシャの生神女教会は、かなり変わった建築である。既存の3廊式バシリカの中に、中央ドームを頂くややクロス・ドーム・バシリカに近い平面の教会堂がはめ込まれており、このため身廊の部分が3廊で構成される。ドームは中央のほか四隅にも設けられているが、内部空間を特徴づけるものではない。外観を特徴づける1基の鐘楼は外ナルテクスの中央に据えられる。スタロ・ナゴリチノの聖ジョルジェ聖堂（スヴェティ・ジョルジェ聖堂）も、既存の建築物の内部に増築されたもので、中央に大型のドームと、四隅に小型のドームを設ける。煉瓦と石を交互に積層し、クロワゾネを形成する手法は中央ギリシアのビザンティン建築に類似している。
第2期末の最も重要な聖堂となるのが、セルビアの教会堂の女王と呼ばれるグラチャニツァ修道院の付属聖堂である。この聖堂の平面は基本的には内接十字型であるが、トンネル・ヴォールトで構成された十字の上に、それより短い十字平面の構造が載り、さらにその上に十字型構造が載る3層構造となっている。壁面は中央ギリシアのビザンティン建築と同じように石と犬歯飾りを繰り返すが、全体としては垂直性を強く意識したものとなっており、ラシュカ派の伝統を強く意識したものになっている。

#### モラヴァ派の教会堂建築

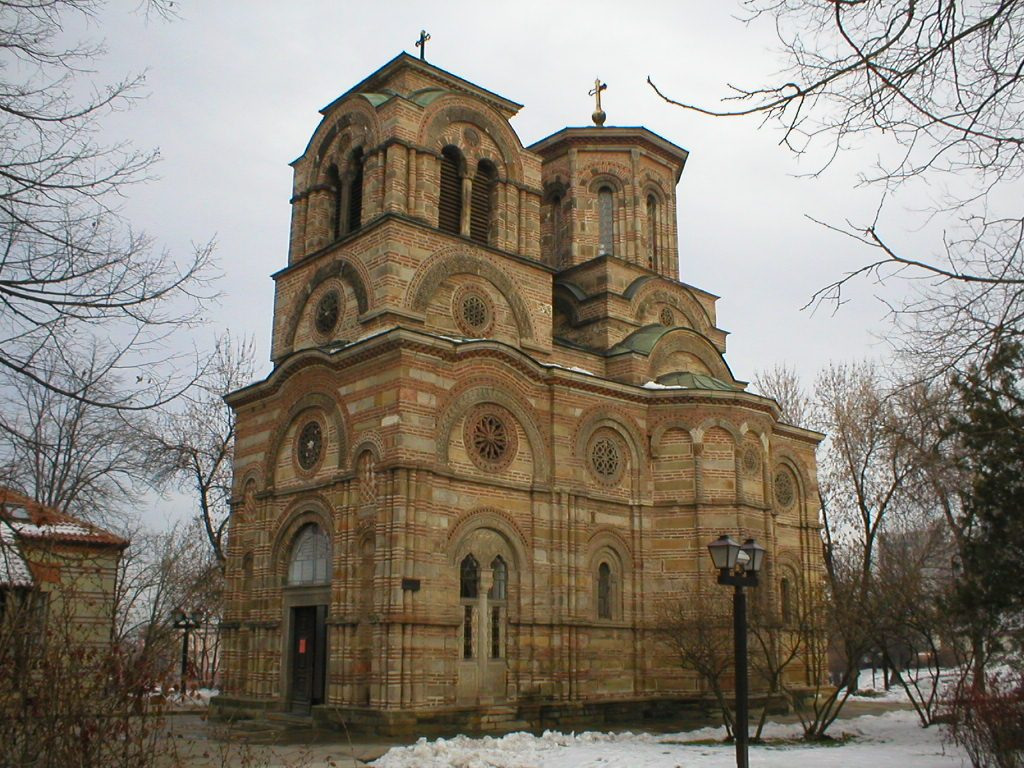
ラザリツァ礼拝堂

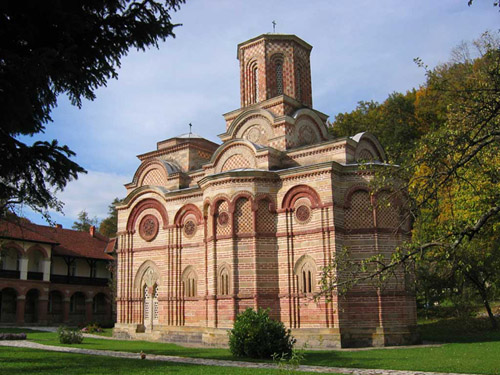
カレニチ修道院生神女聖堂

セルビアのビザンティン建築の第3の段階は、ドゥシャン王の死後、オスマン帝国に滅ぼされるまでの、政治的に不安定な時期である。分裂したセルビア王国は急速に衰退し、ステファン・ラザレヴィチがオスマン帝国に降伏したことで、その属国となった。オスマン帝国は、セルビアに圧力を与えていたが、セルビア北部のモラヴァ川流域は経済的繁栄を続けており、セルビアのビザンティン文化を守っていた。この時期に建立された建築群を、地名を採ってモラヴァ派と呼んでいる。モラヴァ派の主要な特徴は、それまでの建築にない外部装飾の自由さであるが、アトス山にあるヒランダル修道院の三葉形の平面形式と、グラチャニツァ修道院の垂直性の高い立面を組み合わせた造形は保守的で、第2期建築の延長上にある。
ラザル・フレベリャノヴィチの墓所として1375年に建設されたラヴァニツァの修道院付属ヴォズネセーニェ聖堂は、ドームを4本の柱によって支える三葉型平面で、外壁はネセバルにある聖堂群に見られる横縞、市松模様の模様積みのほか、窓に額縁や板石をくり抜いたバラ窓の装飾が施されている。同じくラザルにより1378年に創建された、クルシェヴァツの宮廷礼拝堂（ラザリツァ聖堂）になると、外部装飾はさらに洗練され、ますます華やかなものとなった。しかし、平面はドームを支持する柱こそないものの、ラヴァニツァと同じく三葉型で、セルビアにおけるアトス山修道院の権威の高さを物語っている。王女ミリツァにより、1417年に建設されたカレニチの生神女聖堂（ボゴロディツァ聖堂）はモラヴァ派末期の傑作であるが、モラヴァ派によるこうした装飾の起源はあまりよく分かっていない。
マナシア修道院中央聖堂は、ステファン・ラザレヴィチにより1419年に建立された。この教会堂の平面は三葉型だが、それまでのラシュカ派の教会堂と異なり、教会堂の装飾性はほとんどない。外観は無装飾だが、城塞的な性格はこの教会堂に強い記念性を持たせている。

### ルーシ

#### キエフにおける最初の聖堂建築
ルーシ、すなわち現在のウクライナ・ベラルーシ・ロシアと東ローマ帝国の関係は、860年に北方の民族ルーシ族がコンスタンティノポリスを襲撃したことによって始まる（ルーシ・ビザンツ戦争 (860年)）。このときにはルーシ側の大敗に終わったが、その後ルーシ（一般にキエフ大公国と呼ばれる）として国力を蓄え、10世紀にコンスタンティノポリスを襲撃した際には、911年に東ローマ帝国と非常に有利な通商条約を結び、945年には「ロース（ルーシ）」という国として承認された。
キエフ大公国とキリスト教の関わりは、945年にイーゴリ公妃オリガがコンスタンティノポリスを訪問し、アギア・ソフィア大聖堂で洗礼を受けたとされることに始まる。この頃はまだ、キエフ大公国では北欧神話の神々が崇拝されており、彼女の洗礼も個人的なものにすぎなかったので、しばらくの間は特筆すべき進展はなかった。しかし、980年にウラジーミルが大公に就任すると、彼は国教として正教を選び、国民を強制的に正教会に改宗させた。当時のキエフ大公国は、西ヨーロッパを凌ぐほどの経済的繁栄を享受していたため、東方正教の活動にともなってかなり多くの壮麗な教会堂が建立された。
キエフを大都市に拡大した賢公ヤロスラフ1世は、「ヤロスラフの町」と呼ばれた市中心部に聖ソフィア大聖堂、聖イリナ修道院、聖ゲオルギイ修道院、府主教館、黄金門など、明らかにコンスタンティノポリスを意識した建築物を建設し、これによってキエフの建築職人の技量は著しく向上した。建設された教会堂の大部分は木造建築物であったため、今日それを目にすることはできないが、幸いにも最も大きな聖ソフィア大聖堂が現在に残る。聖ソフィア大聖堂は、1040年に完成した巨大建築物であるが、17世紀に大きな損害を被ったために外観はかなり変更されている。平面は、ビザンティン建築では標準的な内接十字型で、これを3重の側廊が取り囲む形式となっている。キエフだけでなく、ルーシでは以後も円蓋式バシリカやスクィンチ型などの形式は全く取り入れられず、内接十字型を採用し続けた。
ヤロスラフ1世の死によって、キエフ大公国の権威は次第に低下し、その建築活動も停滞したが、権力の分散は地方都市の発展を促し、ユーリイ・ドルゴルーキイによってスーズダリが、アンドレイ・ボゴリュプスキイによってウラジーミル、モスクワなどが、次第にキエフに代わる都市として成長していった。

#### ノヴゴロド公国

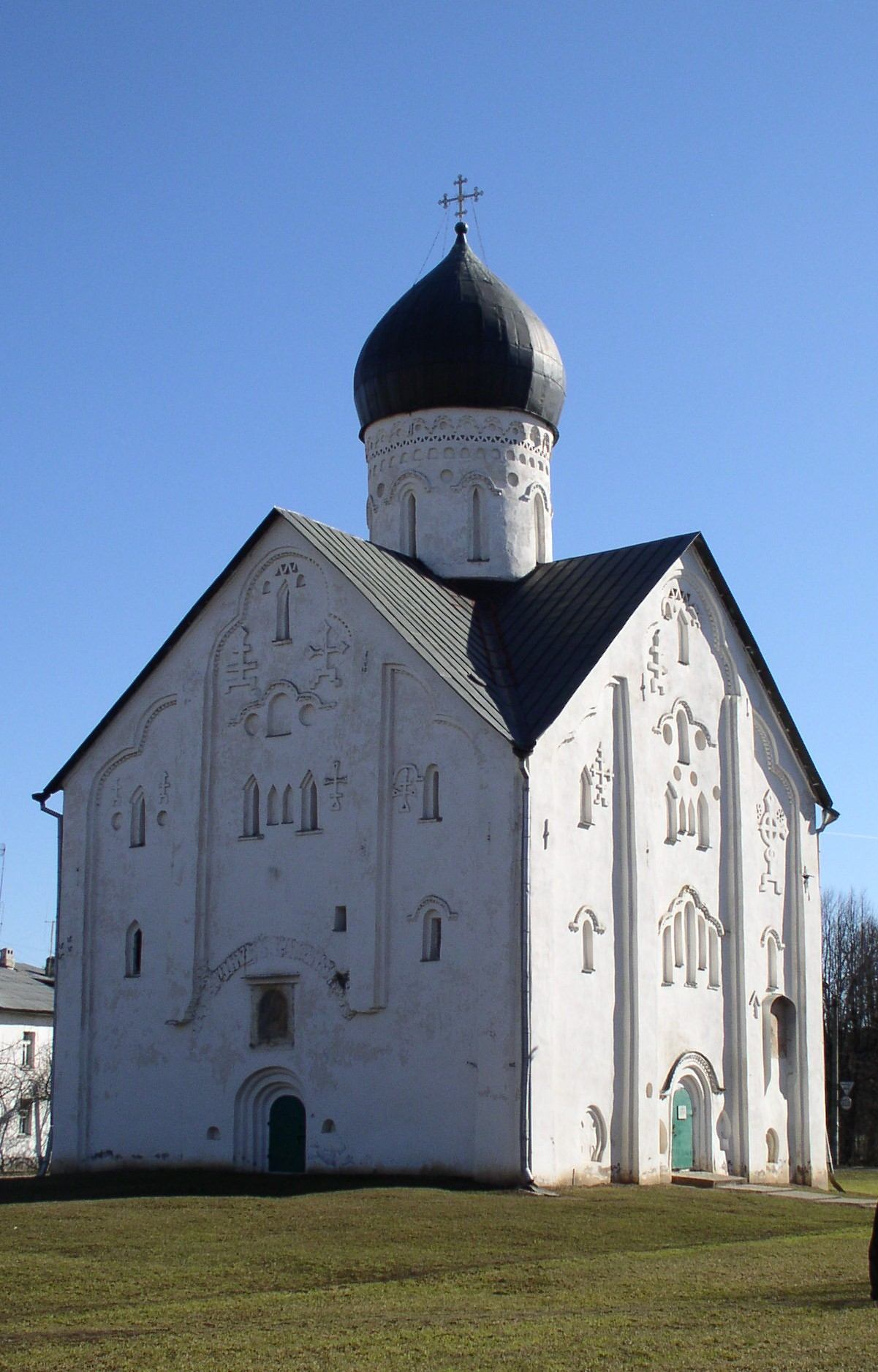
救世主顕栄聖堂（ノヴゴロド）
多雪地域のため、傾斜屋根を持つ教会堂となっている。

12世紀にキエフ大公国から独立したノヴゴロド公国は、バルト海からコンスタンティノポリスを結ぶ交易路の途上にあり、ハンザ同盟との交易によって古くから商業都市として潤った。また、ロシア北方へのキリスト教伝道の拠点としても重要視され、1052年にはキエフに倣って聖ソフィア大聖堂が建設された。この大聖堂は、キエフのものよりひとまわり小さく、外周の周歩廊にあるべきドームが省略されているものの、キエフと全く同じ内接十字型平面である。
貴族による共和政に移行した12世紀以降も、ノヴゴロドはキエフの建築的伝統をもとに活発な建築活動を行った。1130年に建立されたユーリエフ修道院付属聖ゲオルギイ聖堂は、内接十字型平面でファサードに壁龕を持ち、キエフにあった聖ミハイル聖堂（現在は消失）と同じ平面・立面構成である。1152年に建設された、ノヴゴロド近郊のネレディツァにあるスパソ・プレオブラジェーニエ聖堂も全く同じ構成だが、これを建設した職人はノヴゴロド出身ではなく、外部装飾については、ドーム（現在の玉葱型ドームは後年のものだが）下部とアプスにロマネスク建築特有の持ち送り装飾が認められる。
ノヴゴロドやプスコフは、厚い森林によって13世紀から始まる遊牧民族の侵略を受けず、その結果、ルーシの文化を守ることになった。建築活動についても、その規模は縮小するものの存続し、ノヴゴロドでは、ファサードの両側を低くし、傾斜屋根を頂く独自の意匠を開拓した。1374年に、ワシーリー・ダニーロヴィチによって建設されたスパソ・プレオブラジェーニエ聖堂はその代表的な例である。プスコフの意匠は、中央堂の周囲に低い周歩廊のような付属建物を設ける構成が発達した。一例として、聖セオルギイ聖堂がある。

#### ウラジーミルとスーズダリの建築

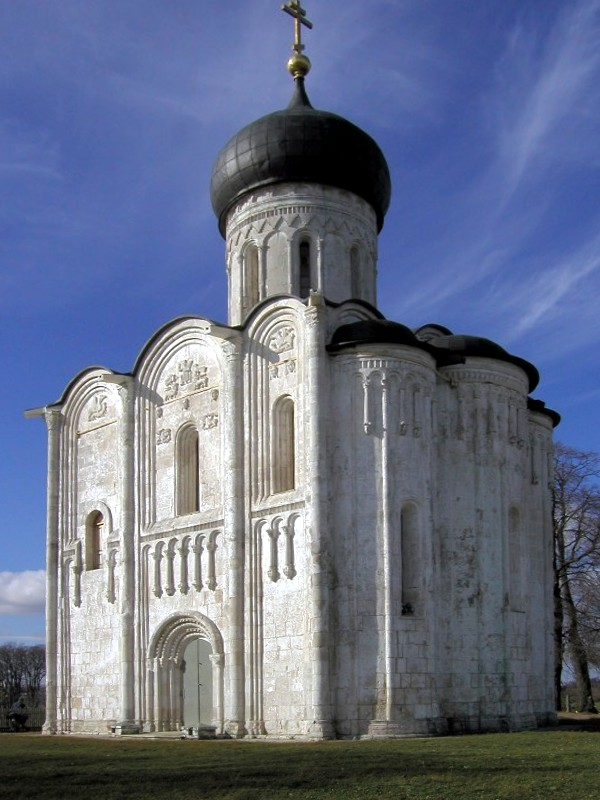
生神女庇護聖堂（ネルリ）
豊かな外壁装飾を持つ聖堂。装飾の細部にロマネスクの影響が認められる。

アンドレイ・ボゴリュプスキイはウラジーミルをルーシ第一の都市にすべく、積極的な活動を行った。この時期の美術は、キエフ大公国の影響下にあったそれまでの「ロストフ・スーズダリ派」に対して、「ウラジーミル・スーズダリ派」と呼ばれている。建築活動も活発で、キエフの職人によって1160年に創建された生神女就寝大聖堂（ウスペンスキー大聖堂）、1158年に着工されたボゴリューボヴォ城などが知られているが、聖堂は1185年に焼失し、現在の聖堂は1189年に再建されたものである。
ボゴリューボヴォ城は一部が残るだけで全体像はほとんどわからないが、この城に組み込まれていた小型の教会堂が、現在に残っている。このネルリ河畔の生神女庇護聖堂（ポクロフ聖堂）は、1165年に建設された、アンドレイ公の活動を示す美しい聖堂である。創建当時は、現在の聖堂の周囲に、2階廊へ通じる吹きさらしの低い周歩廊がネルリ河畔まで巡らされており、全体の印象は少し異なるものとなっている。しかし、それでもなお、端正な外壁は完成度を物語っている。順次深くなっていく入り口や、外壁に彫刻装飾を採用するなど、ロマネスク建築の影響が認められるが、これは、ウラジーミル大公国の建築がドイツを含む各国から招かれた職人によって建設されたためである。
フセヴォロド3世の治世になると、ウラジーミル・スズダリの建築はより装飾的なものになる。1197年に、宮殿に併設して建設されたドミートリイ宮廷礼拝堂は、ポクロフ聖堂とほとんど変わらない構成だが、壁面は連続する浮き彫り彫刻に覆われている。しかも、そのモティーフはほとんどがキリスト教のものでなく、世俗のもので、主題にキリスト教を用いないのは他の地域ではほとんど見られない 。ウラジーミル近郊にあるユーリエフ＝ポーリスキイの聖ゲオルギイ大聖堂は、1471年に1層を除いて倒壊したが、ファサード全体を、ドミートリイ宮廷礼拝堂以上の彫刻装飾で覆い尽くしていることで知られる。

#### 「第3のローマ」モスクワ

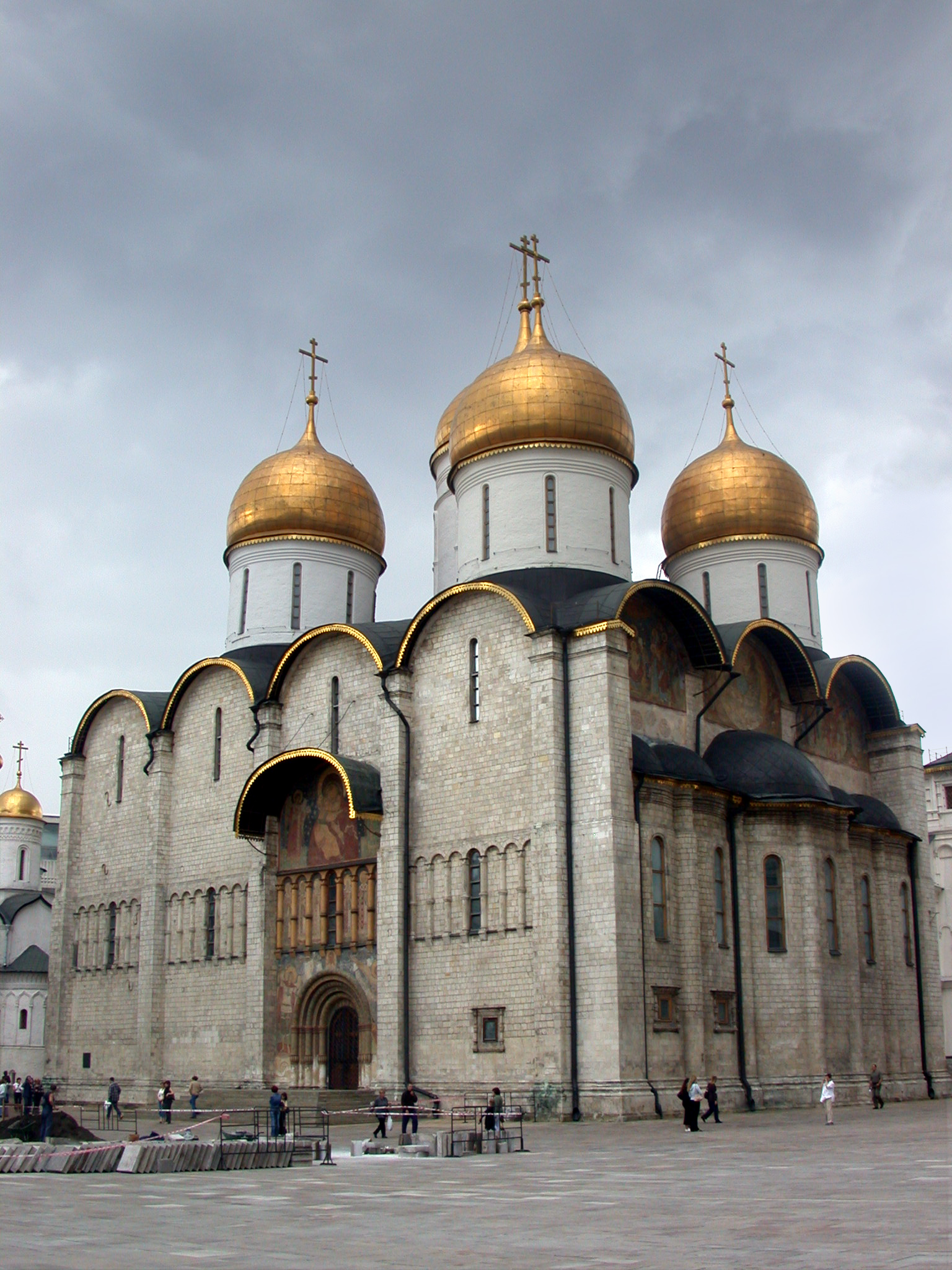
クレムリン（モスクワ）の生神女就寝大聖堂

モスクワの発展は、北方十字軍とタタールのくびきによる長い断絶の後に始まる。12世紀に植民されたモスクワは、最初は小さな要塞都市にすぎなかったが、1300年頃に領地を拡大し、1326年には、ルーシの府主教座を移転させるまでに至った。ただし、モスクワの建築が明確になるのは1400年以後のことで、東ローマ帝国の滅亡がかなり大きな契機となった。というのも、東ローマ帝国の後継国家としてモスクワは「第3のローマ」を自認したが、モスクワはその役割を引受けるほどの建築的資産をほとんど持っていなかったからである。
皇帝イヴァン3世は、1470年に倒壊の危機に瀕した生神女就寝大聖堂（ウスペンスキー大聖堂）の再建を命じたが、モスクワの建築家によって再建されていた聖堂は、1474年に倒壊した。このため、彼はイタリア人建築家アリストテーレ・フィオラヴァンティの雇用を決定する。すなわち、ルネサンス建築の導入である。フィオラヴァンティはウラジーミルの旧ウスペンスキー大聖堂と同じ平面の教会堂を建てることを要求されたが、ルーシ各地を訪ねてその伝統を研究しつつ、ルネサンス建築の意匠を取り入れた。また、ドームに煉瓦を用いることで重量を軽減し、外壁を石灰岩で構成することで、内部の円柱の直径が必要以上に大きくなることをさけるなど、工学的にも優れた設計を行っている。
16世紀には、グラノヴィータヤ宮殿がピエトロ・アントニオ・ソラーリオとマルコ・ルッフォによって設計され、アルハンゲルスキー大聖堂がアレヴィシオによって建設された。

### ルーマニア
14世紀にハンガリー王国の支配下から逃れたワラキア公国とモルダヴィア公国は、東方正教を受け入れ、ビザンティン文化を受容する最後の国となった。彼らはそれほど長く独立国として存続することはできず、1462年にはワラキアが、1504年にはモルダヴィアが、それぞれオスマン帝国に降伏する。しかし、オスマン帝国の直接的な支配は18世紀まで行われず、自治権を認められていたため、多くのギリシャ人がこの地に渡ってきた。

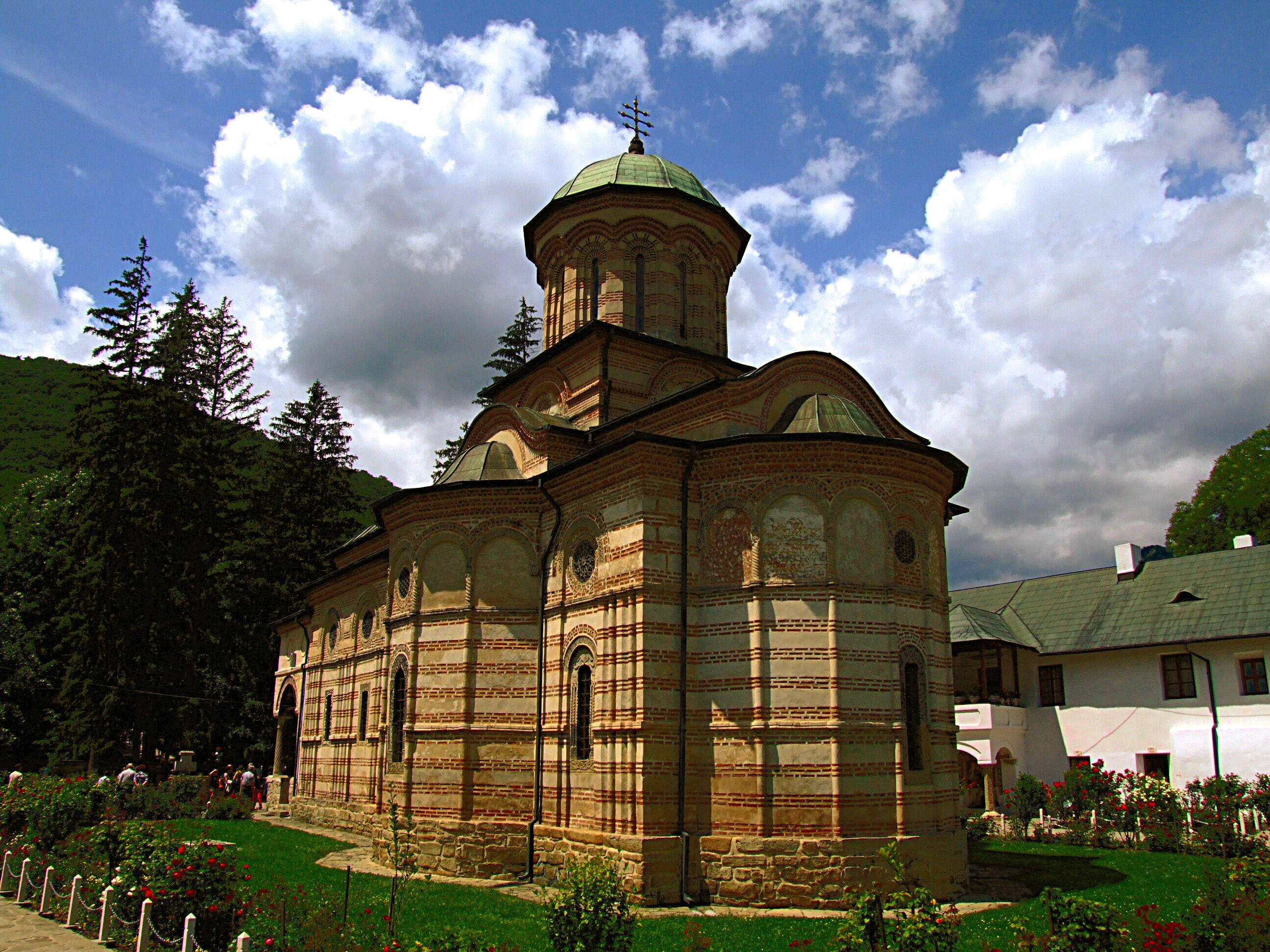
コズィア修道院の中央聖堂

ただし、当時ルーマニアに導入された建築は、疲弊したコンスタンティノポリスのものではなく、より高度に発達していたセルビアのビザンティン建築であった。1386年に建設されたコズィア修道院の中央聖堂は、セルビア王国のモラヴァ派建築である。
オスマン帝国に屈した後、ワラキアの建築活動は16世紀から活発になるが、1502年に建設されたデアル修道院の中央聖堂はモラヴァ派による建物で、コズィア修道院の中央聖堂とほとんど変わりない。しかし、デアルの修道院はモラヴァ派にはない装飾で飾られており、当時、教会堂の装飾はアルメニアやグルジア、そしてオスマン帝国からの影響を受けていたことが指摘されている。
ワラキアの教会堂は、ほとんどがアトス山の修道院に見られる三葉型の建築物であるが、モルダヴィアの場合は少し特殊である。モルダヴィアはハンガリーやポーランドを通じて14世紀まで西ヨーロッパの影響下にあり、16世紀にはオスマン帝国の属国となった。このため、他の地域では見られない変わった教会堂が建設されている。1488年に建設されたヴォロネツの修道院の中央聖堂はセルビア起源の平面を持っているが、ドームの掛け方はかなりユニークで、45度にずれた2連のアーチによって成り立っている。この構造がどこから伝わってきたのかは不明で、今のところモルダヴィアの独自様式と考えるのが自然である。また、ヴォロネツのほか、モルドヴィツァ、スチェヴィツァなどの修道院の外壁に描かれた鮮やかな絵画は、他の正教圏では全く見られない。

### アルメニア

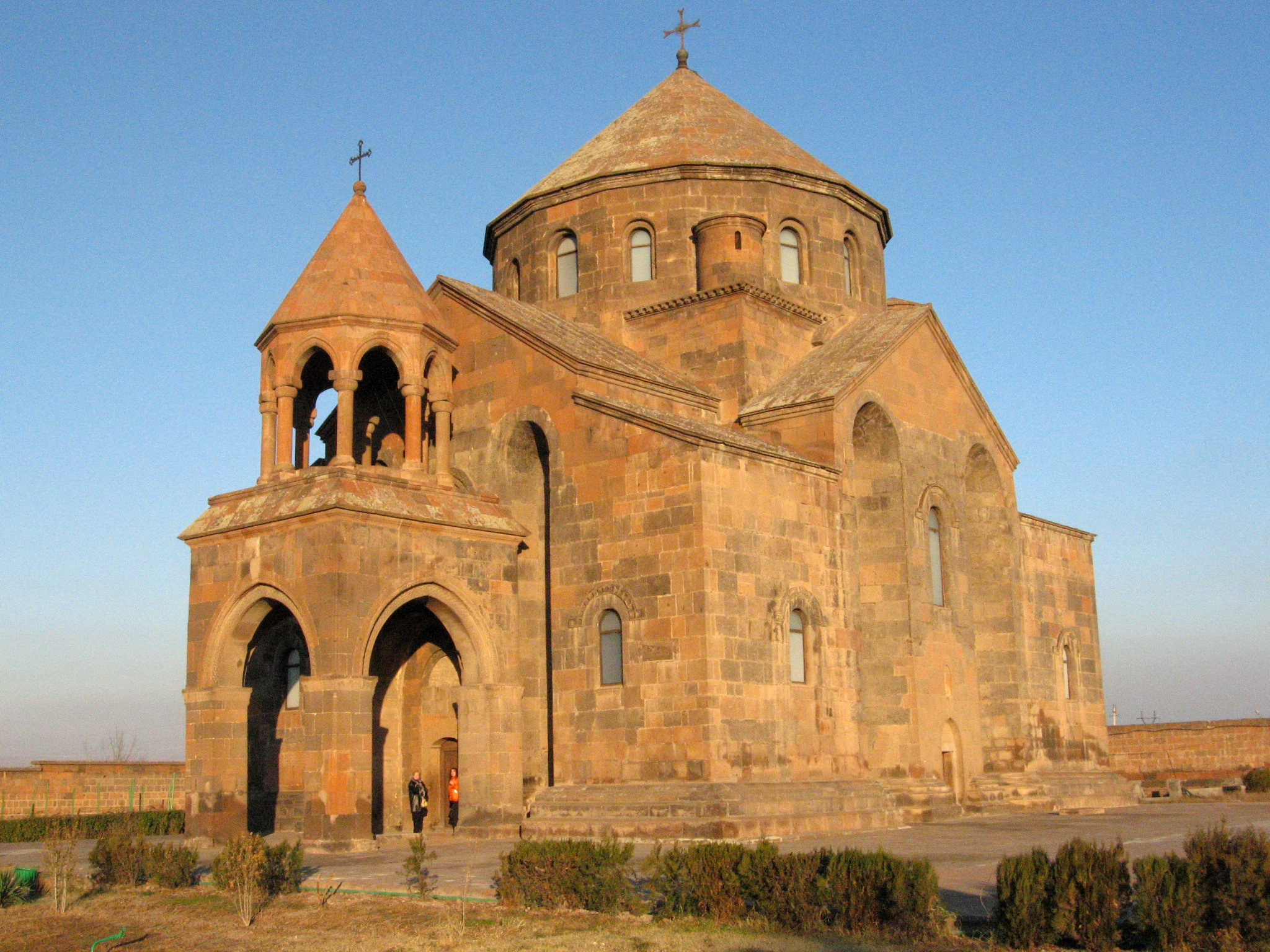
スルブ・フリプシメ教会

アルメニア人が芸術的発展を最も遂げたのは教会建築だった。ロマネスク建築の影響を受けつつビザンチン建築に先行して発展を遂げた。